# Patryk Sztyber
Patryk Dominik „Seth” Sztyber (ur. 4 sierpnia 1979 w Opocznie), znany również jako Patrick Seth Bilmorgh – polski muzyk, kompozytor, gitarzysta i wokalista. Patryk Sztyber działalność artystyczną rozpoczął w 1994 roku w zespole Nomad. W 2004 roku jako muzyk sesyjny dołączył do grupy Behemoth. W 2010 roku wraz z grupą Behemoth otrzymał nagrodę polskiego przemysłu fonograficznego – Fryderyka w kategorii Album roku metal za wydawnictwo pt. Evangelion.

## Działalność artystyczna

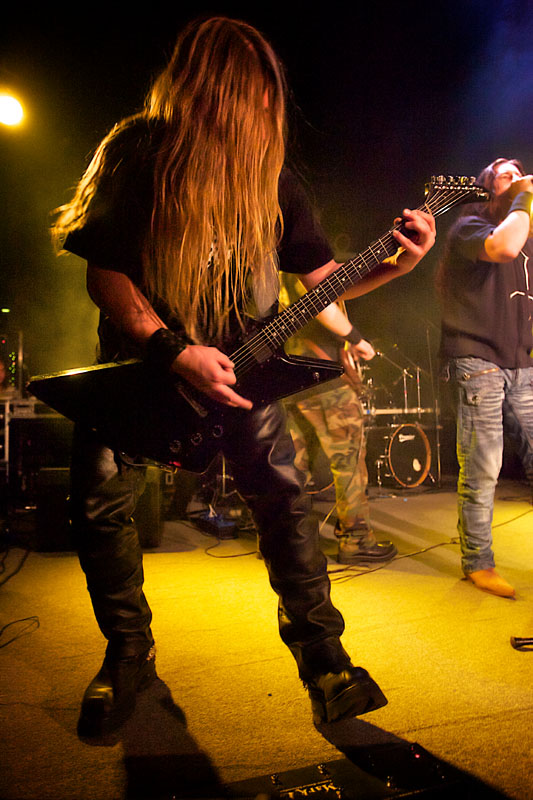
Patryk „Seth” Dominik Sztyber podczas koncertu z grupą Nomad we wrocławskim klubie Firlej 13 maja 2011 roku

Sztyber działalność artystyczną rozpoczął w 1994 roku w deathmetalowej grupie muzycznej Nomad. W 1996 roku  w olsztyńskim Selani Studio grupa zarejestrowała pierwsze wydawnictwo zatytułowane Disorder. W 1997 roku ponownie w Selani studio zespół nagrał swój pierwszy album zatytułowany The Tail of Substance, wydany nakładem własnym. W roku 1998 w katowickim studio Alkatraz grupa nagrała cztery utwory, dzięki którym grupa podpisała kontrakt płytowy z wytwórnią Novum Vox Mortis.
W lutym 1999 roku Nomad zrealizował trzy utwory, które wraz z poprzednimi ukazują się na albumie pt. The Devilish Whirl. W roku 2002, w lubelskim Hendrix Studio muzycy zarejestrowali kolejny album zatytułowany Demonic Verses, wydany nakładem amerykańskiej wytwórni muzycznej Baphomet Records. W 2004 roku Sztyber dołączył jako gitarzysta sesyjny do grupy muzycznej Behemoth w której zastąpił Mateusza Śmierzchalskiego. W 2004 roku nagrał z zespołem album Demigod, który ukazał się tego samego roku nakładem szwedzkiej wytwórni muzycznej Regain Records.
Rok później wydawnictwo uzyskało nominację do nagrody polskiego przemysłu fonograficznego Fryderyka w kategorii album roku rock/metal. W 2007 roku z zespołem nagrał drugi album zatytułowany The Apostasy. Tego samego roku ukazał się czwarty album Nomad pt. The Independence of Observation Choice.
W 2009 roku ukazał się trzeci album grupy Behemoth pt. Evangelion zrealizowany z udziałem Sztybera. W październiku 2010 roku gitarzysta wystąpił wraz z zespołem Decapitated w Warszawie. Muzyk wykonał z grupą kompozycję „Conquer All” pochodzącą z repertuaru formacji Behemoth. W 2010 roku Sztyber wystąpił gościnnie na albumie formacji Pneuma pt. Apatia.

## Instrumentarium
Patryk Sztyber jest endorserem amerykańskiego producenta gitar ESP oraz polskiego przedsiębiorstwa Laboga wytwarzającego wzmacniacze gitarowe, kable instrumentalne oraz kolumny głośnikowe. Muzyk gra na gitarach: ESP LTD EX Series 6, LTD Viper Series 7 oraz ESP Custom Shop 7. Jednakże podczas występów z zespołem Nomad gra na gitarze Gibson Explorer 6. Muzyk używa ponadto wzmacniaczy Peavey Triple XXX i Laboga Mr. Hector oraz kolumn głośnikowych firmy Marshall i Laboga 312B Mr. Hector.
Sztyber posiada także system rack przygotowany przez firmę Mark L o następującej specyfikacji: Mark L Midi Control System FC-12, Mark L Loop & Switch LS-145, Mark L DC/AC Power Box, Mark L Mini Line Mixer, Line 6 XT Pro, Korg DTR 1 Tuner, Neutrik & Switchcraft, Boos Pitch, Mogami Cable i Furman Power.
Muzyk używa ponadto strun gitarowych D’Addario o grubościach (13-62, 14-68, 11-62), oraz kostek Jim Dunlop Nylon Pics o grubości (0,73mm).

## Dyskografia
| Behemoth - Demigod (2004, Regain Records) - Slaves Shall Serve (EP, 2005, Regain Records) - The Apostasy (2007, Regain Records) - At The Arena ov Aion – Live Apostasy (2008, Regain Records) - Ezkaton (EP, 2008, Regain Records) - Evangelion (2009, Nuclear Blast) - Evangelia Heretika (2010, DVD, Nuclear Blast, Metal Blade) - Abyssus Abyssum Invocat (2011, Peaceville Records) - Blow Your Trumpets Gabriel (EP, 2013, New Aeon Musick) - The Satanist (2014, Nuclear Blast Records, Metal Blade Records) - I Loved You at Your Darkest (2018, Nuclear Blast Records, Metal Blade Records) |  | Występy gościnne - Black River – Black River (2008, Mystic Production) - Pneuma – Apatia (2011, Mystic Production) - Evil Machine – War in Heaven (2013, Arachnophobia Records) |

## Nagrody i wyróżnienia
| 2005 | Album roku – rock/metal (Behemoth – Demigod)                               | Nominacja |
| 2008 | Album roku – rock/metal (Behemoth – The Apostasy)                          | Nominacja |
| 2009 | Album roku – heavy metal (Behemoth – At The Arena ov Aion – Live Apostasy) | Nominacja |
| 2010 | Wydawnictwo Specjalne Najlepsza Oprawa Graficzna (Behemoth – Evangelion)   | Nominacja |
| 2010 | Album Roku Heavy Metal (Behemoth – Evangelion)                             | Nagroda   |
| 2010 | Produkcja Muzyczna Roku (Behemoth – Evangelion)                            | Nominacja |
| 2010 | Grupa Roku (Behemoth)                                                      | Nominacja |
| 2010 | Wideoklip Roku (Behemoth – „Ov Fire And The Void”)                         | Nominacja |
| 2011 | Wideoklip Roku (Behemoth – „Alas, Lord Is Upon Me”)                        | Nominacja |
| 2012 | Wideoklip Roku (Behemoth – „Lucifer”)                                      | Nominacja |

| Pozostałe nagrody i wyróżnienia | Pozostałe nagrody i wyróżnienia  | Pozostałe nagrody i wyróżnienia | Pozostałe nagrody i wyróżnienia | Pozostałe nagrody i wyróżnienia |
| Rok                             | Kategoria                        | Nagroda                         | Uwagi                           |                                 |
| ------------------------------- | -------------------------------- | ------------------------------- | ------------------------------- | ------------------------------- |
| 2005                            | Best underground band (Behemoth) | Metal Hammer Golden Gods Awards | Nominacja                       |                                 |
| 2009                            | Muzyka popularna (Behemoth)      | Paszport Polityki               | Nominacja                       |                                 |
| 2009                            | Best underground band (Behemoth) | Metal Hammer Golden Gods Awards | Nagroda                         |                                 |
| 2010                            | Best underground band (Behemoth) | Revolver Golden Gods Awards     | Nominacja                       |                                 |
| 2010                            | Artysta Roku 2010 (Behemoth)     | Plebiscyt Onet.pl               | Nagroda                         |                                 |
| 2012                            | Gitarzysta roku 2011             | Pure Fucking Metal Awards, 2011 | 1. miejsce                      |                                 |